# فورميا
فورميا، (بالإنجليزية: Formia)‏، هي بلدية في مقاطعة لاتينا، على ساحل البحر الأبيض المتوسط، لاتسيو (إيطاليا). يقع في منتصف الطريق بين نابولي وروما، ويقع على طريق أبيا من العصر الروماني. يبلغ عدد سكانها 38,095 نسمة.

## السكان
في سنة 1861 بلغ عدد السكان 11٬002 نسمة، وتطور العدد ليصل في سنة 2011 لـ 36٬331 نسمة.
يظهر هذا المخطط البياني تطور النمو السكاني لـ فورميا

## توأمة
لفورميا اتفاقيات توأمة مع كل من:
- سانتيرامو في كولي
- فرارة
- Fleury-les-Aubrais [الإنجليزية]‏
- غراتسانيتسا
- Haninge Municipality [الإنجليزية]‏
- نابولي
- آربينو

## أعلام
- دينو فافا باسارو
- فابيو بيكيا
- شيشرون
- ماسيمو لوت
- إليو دي سيلفيسترو